# Ian Bell (Cricketspieler)
Ian Ronald Bell MBE (* 11. April 1982 in Coventry, Vereinigtes Königreich) ist ein ehemaliger englischer Cricketspieler, der seit 2004 und 2015 für die englische Nationalmannschaft spielte und 2020 seine aktive Karriere beendete.

## Kindheit und Ausbildung
Bell war Teil der englischen Vertretung bei der ICC U19-Cricket-Weltmeisterschaft 2000.

## Aktive Karriere

### Anfänge in der Nationalmannschaft
Bell gab sein First-Class-Debüt in der Saison 1999 und spielte in der Folge für Warwickshire. Dort konnte er schnell herausragen und wurde schon für die Tour in Neuseeland in der Saison 2001/02 als Sicherheit für den mit Verletzungen betroffenen Mark Butcher mitgenommen. Jedoch kam er dort nicht zum Einsatz. Sein Debüt im Nationalteam folgte dann in der Test-Serie gegen die West Indies im August 2004, als ihm ein Fifty über 70 Runs gelang. Sein ODI-Debüt folgte im November in Simbabwe, bei dem ihm ein Fifty über 75 Runs gelang, wofür er als Spieler des Spiels ausgezeichnet wurde. Im weiteren Verlauf der Serie erzielte er noch ein weiteres Fifty (53 Runs) und als Bowler drei Wickets (3/9). Sein erstes Century konnte er dann gegen Bangladesch im Sommer 2005 erreichen, als ihm 162* Runs aus 168 Bällen gelangen. Im August wurde er für die Ashes nominiert und erzielte im dritten Test gegen Australien zwei Fifties (59 und 65 Runs). Doch wurde sein Sommer generell als nicht erfolgreich betrachtet, so dass er um seinen Platz im Team kämpfen musste. ie Selektoren setzten ihn daraufhin dennoch für die Tour in Pakistan im November ein. Nach einem Fifty im ersten Test (71 Runs), folgte ein Century über 115 Runs aus 272 Bällen im zweiten. Im dritten Test konnte er dann noch ein Mal ein Fifty über 92 Runs erzielen. Im März reiste er mit dem Team nach Indien, wo er im zweiten Test noch ein Mal 57 Runs erreichte, ansonsten jedoch blass blieb.
Im Sommer erzielte er gelangen ihm zunächst in den ODI-Serie in Irland (80 Runs) und gegen Sri Lanka (77 Runs) je ein Fifty. Daraufhin folgte eine Tour gegen Pakistan. In den ersten drei Tests erzielte er dabei je ein Century (100* (168), 106* (135) und 119 (206)). daraufhin folgten zwei Fifties (88 un 86* Runs) in den ODIs, wobei er für letzteres als Spieler des Spiels ausgezeichnet wurde. Auch absolvierte er bei der Tour sein Debüt im Twenty20-Format, auch wenn er während seiner Karriere nur wenige Einsätze in diesem hatte. Zu Beginn der Saison 2006/07 folgte die ICC Champions Trophy 2006 bei dem ihm ein Fifty über 50 Runs beim Sieg gegen die West Indies. Damit verhalf er dem Team zum einzigen Sieg bei dem Turnier, als man früh in der Vorrunde ausschied. Bei der darauf folgenden Ashes-Series in Australien gelangen ihm dann insgesamt vier Fifties (50, 60, 87 und 71 Runs), als das Team alle Spiele verlor. Bei dem darauf stattfindenden Drei-Nationen-Turnier steuerte er zwei weitere Fifties (51 und 65 Runs) gegen Australien bei. Dem folgte der Cricket World Cup 2007 in den West Indies, wobei seine beste Leistung ein Fifty über 77 Runs bei der Niederlage gegen Australien waren.

### Kampf um den Platz im Kader
Der Sommer begann mit einer Tour gegen die West Indies. Im ersten Test erzielte er ein Century über 109+ Runs aus 190 Bällen und im dritten ein weiteres Fifty über 97 Runs. In den ODIs folgte ein weiteres Half-Century über 56 Runs. Gegen Indien erreichte er im dritten Test zwei Fifties (63 & 67 Runs) und in den zugehörigen ODIs nach einem Century über 126* Runs aus 118 Bällen zwei weitere Fifties (64 und 79 Runs). Im Dezember reiste er mit dem Team nach Sri Lanka, wo ihm drei Fifties (83, 74 und 54 Runs) in den Tests gelangen. In Neuseeland erzielte er im Februar zunächst in der ODI-Serie ein Fifty über 73 Runs, bevor er in den Tests nach einem Fifty im ersten Test (54* Runs) ein Century über 110 Runs aus 167 Bällen im abschließenden dritten Spiel erreichte. Im Sommer 2008 war seine herausragende Leistung ein Century über 199 Runs aus 336 Bällen im ersten Test gegen Südafrika, für das er als Spieler des Spiels ausgezeichnet wurde. In den weiteren Tests (50 Runs) und in den ODIs (73 Runs) kamen dann noch je ein Fifty hinzu. Auch hatte er gegen Neuseeland mit 60* Runs sein einziges Twenty20-Fifty seiner Karriere erzielt. Doch nach nur mäßigen Leistungen im folgenden Winter musste er um seinen Platz im Kader bangen. Erst die Verletzung von Kevin Pietersen verhalf ihn einen Sprung ins Test-Team für die Ashes, wobei ihm dann zwei Fifties (53 und 72 Runs) gelangen.
Damit konnte er sich zumindest im Test-Team halten und reiste mit diesem im Dezember nach Südafrika. Im zweiten Test der Serie erzielte er ein Century über 140 Runs aus 227 Bällen, gefolgt von einem Fifty (78 Runs) im dritten Test. In Bangladesch begann er im März mit einem Fifty (84 Runs) im ersten Test, bevor er im zweiten (138 (262) Runs) Spiel der Serie ein Century erreichte. Im Juni kam Bangladesch nach England, wo ihm mit 128 Runs aus 255 Bällen ein weiteres century gelang und er als Spieler des Spiels ausgezeichnet wurde. Auch erreichte er 84* Runs und eine weitere Auszeichnung, als er gegen sie wieder ins ODI-Team zurückkehrte. Doch brach er sich im zweiten ODI der Serie den Fuß und musste den Rest des Sommers pausieren. In der Ashes-Serie im November erreichte er zunächst in den ersten drei Spielen je ein Fifty (76, 68* und 53 Runs), bevor er im abschließenden letzten Test ein Century über 115 Runs aus 232 Bällen erreichte. Damit hatte er einen wichtigen Anteil daran, das England erstmals seit der Ashes Tour 1986/87 sich wieder die Ashes in Australien sichern konnte. Beim Cricket World Cup 2011 erreichte er gegen Indien (69 Runs) und Irland (81 Runs) je ein Fifty.

### Etablierter Spieler in den langen Formaten

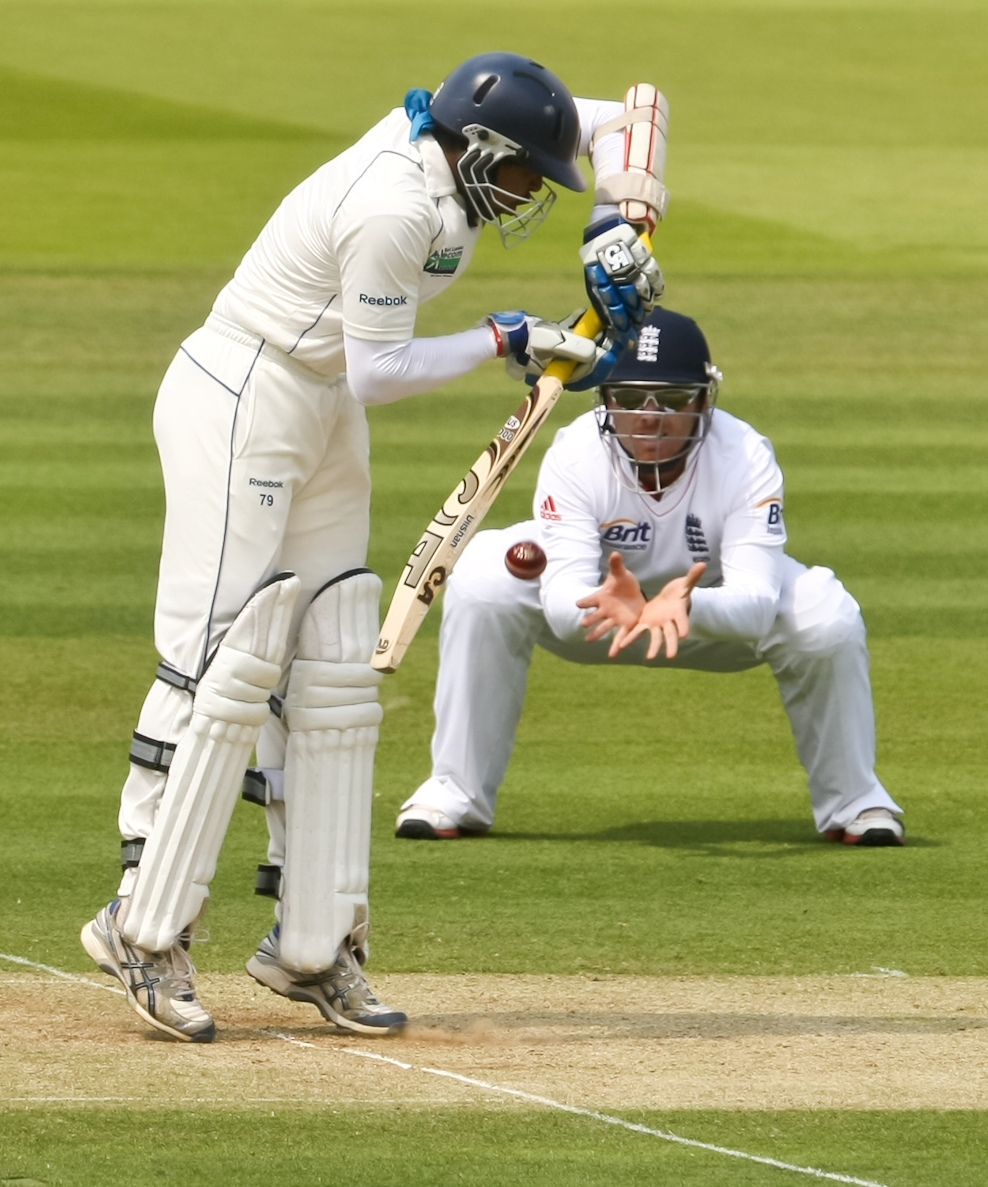
Bell als Feldspieler gegen Sri Lanka im Juni 2011

Der Sommer 2011 begann mit einer Test-Serie gegen Sri Lanka, wobei er im ersten Test ein Century über 103* Runs aus 159 Bällen erzielte. Im zweiten Spiel der Serie folgten dann zwei Fifties (52 und 57* Runs), bevor er im abschließenden dritten Testerneut mit 119 Runs aus 169 Runs ein Century beisteuerte. Gegen Indien folgte dann im zweiten Test zunächst ein Century über 159 Runs aus 206 Bällen, bevor ihm im vierten Test ein Double-Century über 235 Runs aus 364 Bällen gelang, wofür er ausgezeichnet wurde. In den ODIs folgte dann noch ein weiteres Fifty (54 Runs). In den folgenden Test-Serien tat er sich dann wieder etwas schwerer. In Sri Lanka erzielt er im März ein Fifty (52 Runs) und gegen die West Indies im Mai drei weitere (61, 63* und 76* Runs). In der ODI-Serie gegen Australien erreichte er zwei Fifties. Zum Ende des Sommers erzielte er dann gegen Südafrika zwei weitere Fifties (55 und 58 Runs) in den Tests und ein weiteres (88 Runs) in den ODIs. Für letzteres wurde er dann abermals ausgezeichnet.
In der Saison 2012/13 erzielte er im dritten Test in Indien ein Century über 116* Runs aus 306 Bällen. In der zugehörigen ODI-Serie erzielte er zunächst 85 Runs und dann im letzten Spiel ein Century über 113* Runs aus 143 Bällen, wofür er ausgezeichnet wurde. Daraufhin folgten in Neuseeland je ein Fifty in den Tests (75 Runs) und ODIs (64 Runs). Zu Beginn des Sommers erfolgte der neuseeländische Gegenbesuch in England, bei dem er erneut ein Fifty () in den ODIs erreichte. Bei der ICC Champions Trophy 2013 konnte er mit 91 Runs gegen Australien zum Sieg beitragen und wurde dafür ausgezeichnet. Mit dem Team zog er daraufhin ins Finale ein, wo man Indien unterlag. Dem schloss sich die Ashes-Series gegen Australien an. Im ersten Test erzielte er ein Century über 109 Runs aus 267 Runs und half so beim knappen Sieg. Im zweiten Test konnte er erneut im ersten Innings ein Century über 109 Runs aus 211 Bällen erreichen und ein weiteres Fifty über 74 Runs im zweiten Innings sicherte erneut den Sieg. Auch beim entscheidenden dritten Sieg in der Serie im vierten Test steuerte er mit 113 Runs aus 210 Bällen ein Century bei und wurde dafür insgesamt als Spieler der Serie ausgezeichnet. Im Dezember wurde erneut eine Ashes-Series in Australien ausgetragen, wobei er zwei Fifties (72* und 60 Runs) in den Tests und zwei weitere in den ODIs (68 und 55 Runs) erreichte.

### Karriereende

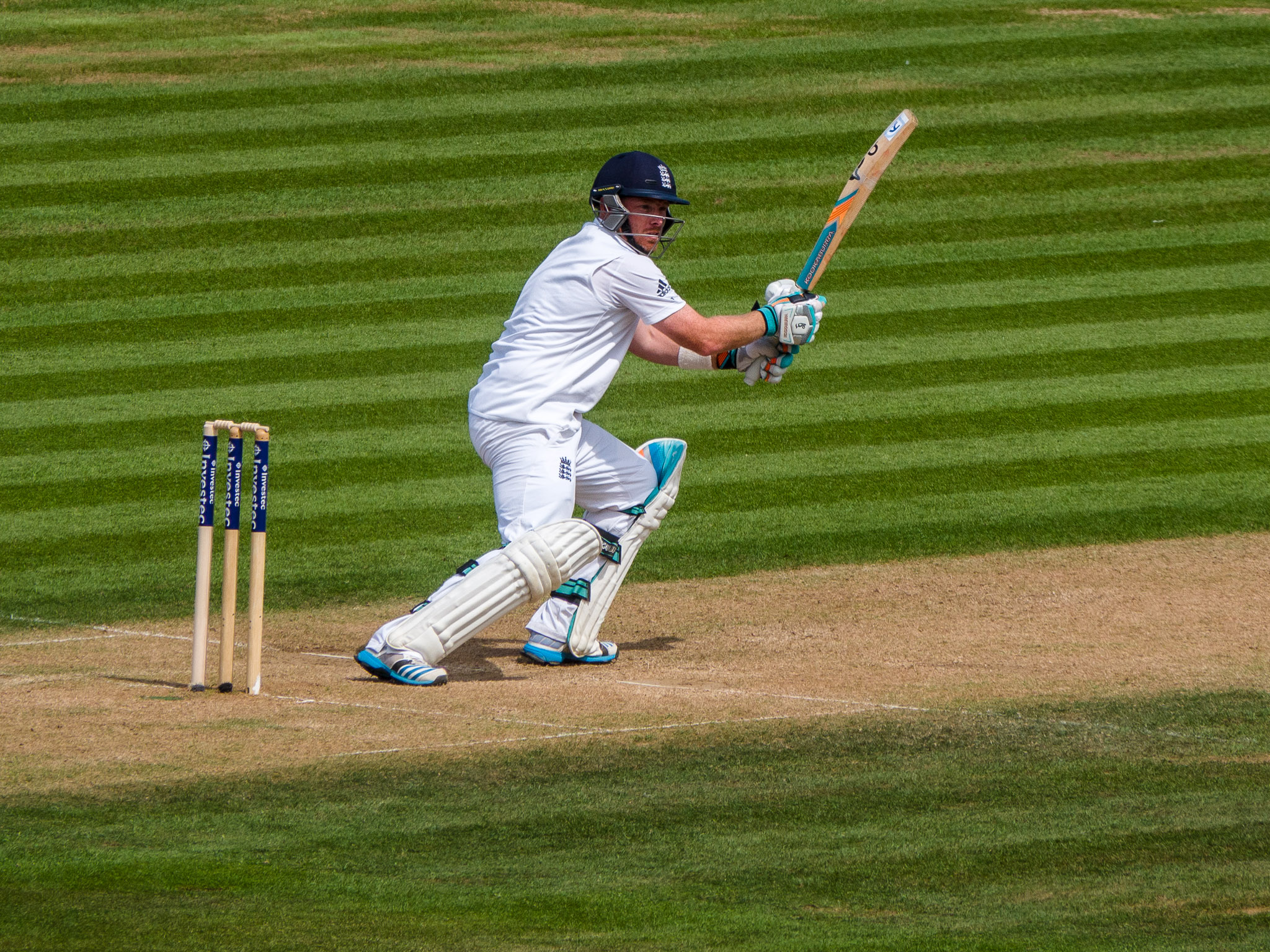
Bell gegen Indien im Juli 2014

Der Sommer 2014 begann mit einem Fifty (50 Runs) in Schottland, bevor er ein weiteres Fifty (50 Runs) in den ODIs und zwei weitere in der Test-Serie (56 und 64 Runs) gegen Sri Lanka erzielte. In der darauf folgenden Test-Serie gegen Indien erreichte er im dritten test ein Century über 167 Runs aus 256 Bällen, bevor ihm ein weiteres Fifty (58 Runs) im vierten Test gelang. In der Vorbereitung für die folgende Weltmeisterschaft erzielte er in einem Drei-Nationen-Turnier in Australien erst 88* Runs gegen Indien und dann ein Century über 141 Runs aus 125 Bällen gegen den Gastgeber. Beim Cricket World Cup 2015 folgten dann je ein Fifty gegen Schottland (54 Runs), Bangladesch (63 Runs) und Afghanistan (52* Runs) doch verpasste das Team den Einzug ins Viertelfinale. Nach dem Turnier erreichte er in der Test-Serie in den West Indies ein Century über 143 Runs aus 256 Bällen. Im Sommer erzielte er in den Ashes insgesamt drei Fifties (60, 53 und 65* Runs), womit er half die Serie zu sichern. Er wurde zu Beginn der Saison 2015/16 für die Tour gegen Pakistan nominiert, konnte dort jedoch nur ein Fifty (63 Runs) erreichen. Daraufhin wurde er aus dem Kader gestrichen, womit seine Nationalmannschaftskarriere endete.
Im Januar 2016 übernahm er in Warwickshire die Kapitänsrolle von Varun Chopra. Er versuchte erneut es ins Nationalteam zu schaffen, doch verletzte er sich früh in der County Championship 2016. Er spielte daraufhin in der Big Bash League 2016/17 für die Perth Scorchers. Auch 2017 verlief enttäuschend für ihn. Seine Leistungen in der County Championship 2017 erlaubte es den Selektoren nicht ihn für die Ashes Tour 2017/18 zu berücksichtigen und so trat er von seiner Kapitänsrolle in Warwickshire zurück. nach einer guten Saison 2018 verpasste er die County Championship 2019 auf Grund einer Knieverletzung. Zum Ende der County Championship 2020 trat er dann von allen Formen des Crickets zurück.

## Nach der aktiven Karriere
Bell betätigte sich nach dem Ende seiner aktiven Karriere als Consultant und Batting-Coach unter anderem für Derbyshire, das neuseeländische Nationalteam und die Melbourne Renegades.

## Auszeichnung
Bell wurde 2006 als MBE ausgezeichnet.

## Privates
Bell ist seit dem Jahr 2011 verheiratet.